# Christine Pascal
Pour les articles homonymes, voir Pascal.
Christine Pascal est une actrice, scénariste et réalisatrice française, née le 29 novembre 1953 à Lyon 2e et morte le 31 août 1996 à Garches,.

## Biographie

### Enfance et études
À 20 ans, Christine Pascal est étudiante en lettres à la faculté de Lyon et suit les cours du conservatoire d'art dramatique de Lyon.

### Débuts au cinéma
Elle est remarquée par Bertrand Tavernier qui la fait jouer dans L'Horloger de Saint-Paul en 1973. Elle tournera cinq films avec lui dont Que la fête commence (1974) et Des enfants gâtés (1977) dont elle co-signe le scénario avec Charlotte Dubreuil.
Elle interprète son premier grand rôle (Jeanne) dans Les Guichets du Louvre (1974) de Michel Mitrani. Avec Isabelle Adjani et Isabelle Huppert, elles formaient un trio de jeunes comédiennes et ont été colocataires quelque temps, lorsqu'elles étaient « pauvres et jeunes actrices pleines d'illusions et de désir de gloire ».
En 1977, aux côtés d'Isabelle Huppert et de Nicole Garcia, elle joue le rôle de Lise dans Les Indiens sont encore loin de la réalisatrice suisse Patricia Moraz.
En 1978, elle fait la connaissance du producteur suisse Robert Boner, sur le tournage du film Les Petites Fugues du réalisateur suisse Yves Yersin, pour lequel elle est assistante de production. Elle l'épouse en 1982 et acquiert la nationalité suisse.

### Passage à la réalisation
En 1979, Christine Pascal se lance dans la réalisation de son premier film, Félicité, dont elle a écrit le scénario. Ce premier long métrage, dans lequel elle interprète le rôle principal, évoque la vie intime d'une femme faisant le bilan de son existence, à contre-courant de l'orthodoxie féministe de l'époque. Dans ses films suivants, elle ne sera plus que réalisatrice et scénariste. Selon Jean Tulard, la critique a montré une certaine sévérité quant à ses talents de réalisatrice.
En 1992, elle signe Le Petit Prince a dit avec Richard Berry et Anémone, qui reçoit un important succès critique. Le film obtient le prix Louis-Delluc. Christine Pascal est également nommée au César du meilleur réalisateur, devenant ainsi la quatrième femme à obtenir cette citation dans l'histoire du prix.
En 1994, elle est la voix française de Sigourney Weaver dans La Jeune Fille et la Mort de Roman Polanski.
Son film suivant, Adultère, mode d'emploi, sorti en 1995, est moins apprécié.

### Mort
En répondant à un questionnaire de Proust en 1984, dans le magazine Première, Christine Pascal se dit pessimiste et déclare souhaiter mourir « en [se] suicidant, le moment voulu ». Alors qu'elle est soignée depuis le 24 août 1996 pour des troubles psychiatriques à la clinique du Château, à Garches, elle se donne la mort dans la nuit du 30 au 31 août en sautant par une fenêtre de l'établissement,. À la suite de la plainte de son époux, Robert Boner, la clinique est relaxée mais le psychiatre traitant est condamné au pénal et au civil pour ces faits.
Elle est inhumée au cimetière du Père-Lachaise (8e division).

## Filmographie

### Réalisatrice et scénariste
- 1979 : Félicité
- 1984 : La Garce
- 1989 : Zanzibar
- 1992 : Le Petit Prince a dit
- 1995 : Adultère, mode d'emploi

### Scénariste
- 1977 : Des enfants gâtés de Bertrand Tavernier.

### Actrice

#### Cinéma
- 1974 : L'Horloger de Saint-Paul de Bertrand Tavernier : Liliane Torrini
- 1974 : Les Guichets du Louvre de Michel Mitrani : Jeanne
- 1975 : Que la fête commence... de Bertrand Tavernier : Émilie
- 1975 : La Meilleure Façon de marcher de Claude Miller : Chantal
- 1976 : Le Juge et l'assassin de Bertrand Tavernier : une gréviste (non créditée)
- 1977 : L'Imprécateur de Jean-Louis Bertuccelli : Betty Saint-Ramé
- 1977 : Des enfants gâtés de Bertrand Tavernier : Anne Torrini
- 1977 : Les Indiens sont encore loin de Patricia Moraz : Lise
- 1978 : Chaussette surprise de Jean-François Davy : Juliette
- 1979 : On efface tout de Pascal Vidal : Anne Glizer
- 1979 : Félicité de Christine Pascal : Félicité
- 1979 : Les Demoiselles de Wilko (Panny z Wilka) d'Andrzej Wajda : Tunia
- 1979 : Paco l'infaillible de Didier Haudepin : María
- 1980 : Le Chemin perdu de Patricia Moraz : Liza
- 1980 : 44 ou les Récits de la nuit de Moumen Smihi
- 1982 : Courage Nounours d'Anna-Célia Kendall (court métrage)
- 1983 : Coup de foudre de Diane Kurys : Sarah
- 1983 : Faux-fuyants d'Alain Bergala et Jean-Pierre Limosin : la cinéaste
- 1984 : Train d'enfer de Roger Hanin : Isabelle
- 1985 : Signé Charlotte de Caroline Huppert : Christine
- 1985 : Elsa, Elsa de Didier Haudepin : la « vraie » Elsa
- 1986 : Autour de minuit ('Round Midnight) de Bertrand Tavernier : Sylvie
- 1987 : Le Grand Chemin de Jean-Loup Hubert : Claire, la mère de Louis
- 1987 : Promis…juré ! de Jacques Monnet : Madeleine
- 1988 : La Travestie d'Yves Boisset : Christine
- 1988 : La Couleur du vent de Pierre Granier-Deferre : Hélène Plazy
- 1990 : Le Sixième Doigt d'Henri Duparc : Viviane
- 1990 : A Ilha de Joaquim Leitão (court-métrage) : Linda Walsh
- 1991 : Rien que des mensonges de Paule Muret : Lise
- 1994 : Les Patriotes d'Éric Rochant : Laurence
- 1994 : Le Sourire de Claude Miller : Chantal
- 1994 : Regarde les hommes tomber de Jacques Audiard : Sandrine

#### Télévision
- 1975 : Cécile ou La Raison des femmes: Vivre à deux d'Hervé Baslé et Youri (mini-série télévisée) : Cécile
- 1975 : Le Docteur noir de Gérard Vergez (téléfilm) : Pauline
- 1977 : Rendez-vous en noir de Claude Grinberg (mini-série télévisée) : la fiancée
- 1981 : Au bon beurre d'Édouard Molinaro (téléfilm) : Josette
- 1981 : Das Haus im Park d'Aribert Weis (de) (téléfilm) : Simone
- 1982 : Bonbons en gros de François Dupont-Midi (téléfilm) : Jeannette
- 1983 : Elle voulait faire du cinéma de Caroline Huppert (téléfilm) : Alice Guy-Blaché
- 1983 : Cinéma 16 : Incertain Léo ou L'amour flou de Michel Favart (téléfilm) : Isabelle
- 1989 : Pause-café pause-tendresse, épisode 4 La Traverse de Charles L. Bitsch (mini-série télévisée) : Josiane Vernon
- 1989 : Série noire : Main pleine de Laurent Heynemann (téléfilm) : Corinne
- 1990 : Navarro, épisode Fils de périph de Denys Granier-Deferre (mini-série télévisée) : Sylvie Rivette
- 1990 : L'Ami Giono: Le déserteur de Gérard Mordillat (mini-série télévisée) : Marie-Jeanne
- 1992 : La Femme de l'amant de Christopher Frank (téléfilm) : Laetitia

## Théâtre
- 1976 : Les Enfants gâtés d'après Félicité de Genlis, mise en scène Caroline Huppert, Théâtre Essaïon.

## Distinctions

### Récompenses
- Prix Louis-Delluc 1992 pour Le Petit Prince a dit
- Festival international du film de Montréal 1992 : Prix du scénario pour Le Petit Prince a dit

### Nominations
- César 1976 : César de la meilleure actrice dans un second rôle pour Que la fête commence[12]
- César 1993 : César du meilleur film et de la meilleure réalisation pour Le Petit Prince a dit[12]